# Colònia de Sant Pere
La Colònia de Sant Pere és un petit poble costaner de l'illa de Mallorca, que pertany al terme municipal d'Artà. Fou fundada com a colònia agrícola, i actualment és un nucli turístic i d'estiueig.
Ocupa l'extrem occidental de la secció nord de les serres de Llevant i forma una esplanada litoral que s'estén entre les terres de les possessions de Morell i ses Pastores, al nord, i la Devesa de Ferrutx, al sud. D'un costat, limita amb la muntanya, on abunden els ametllers i les vinyes; de l'altre, amb la mar, que ofereix cales verges. És una de les àrees més ben conservades de la costa nord-oriental de les Balears.

## Població
Actualment hi viuen 717 persones, amb un creixement moderat que ha afavorit la seva transformació en una zona residencial. A la zona hi ha quatre nuclis ben diferenciats: la Colònia de Sant Pere, la urbanització de Betlem, la de Montferrutx i la de Ravenna a la Canova (s'Estanyol).
| Entitat de població  | Habitants (2024) |
| Colònia de Sant Pere | 717              |
| Betlem de Marina     |                  |
| Font: INE            |                  |

## Geografia

### La costa
La costa de la Colònia de Sant Pere comença a l'estany del Bisbe, just a la desembocadura del torrent de na Borges, i arriba dins a la punta de Farrutx, superant els 12 quilòmetres. S'inicia amb l'extensa platja de la Canova, d'uns dos quilòmetres. A partir de s'Estanyol la costa és baixa i rocosa, formant petites cales excavades en terrenys sedimentaris recents o en arenisques, que en qualque cas formen petites platges de còdols o d'arena. S'ha d'esmentar s'Estanyol, Cala Tonó, la Macada de sa Torre, s'Estret, s'Arenalet dels Ermitans, Caló es Camps o Caloscamps (pronunciat Caloscans), Cala Mata, na Clara, el Barracar i es Caló. La zona és solcada per diversos torrents (de s'Estanyol, des Parral, des Castellet, de sa Jonquera, des Cocons), tots de recorregut molt curt (inferior als 4 km), excepte el de s'Estanyol (7 km).

### Les muntanyes

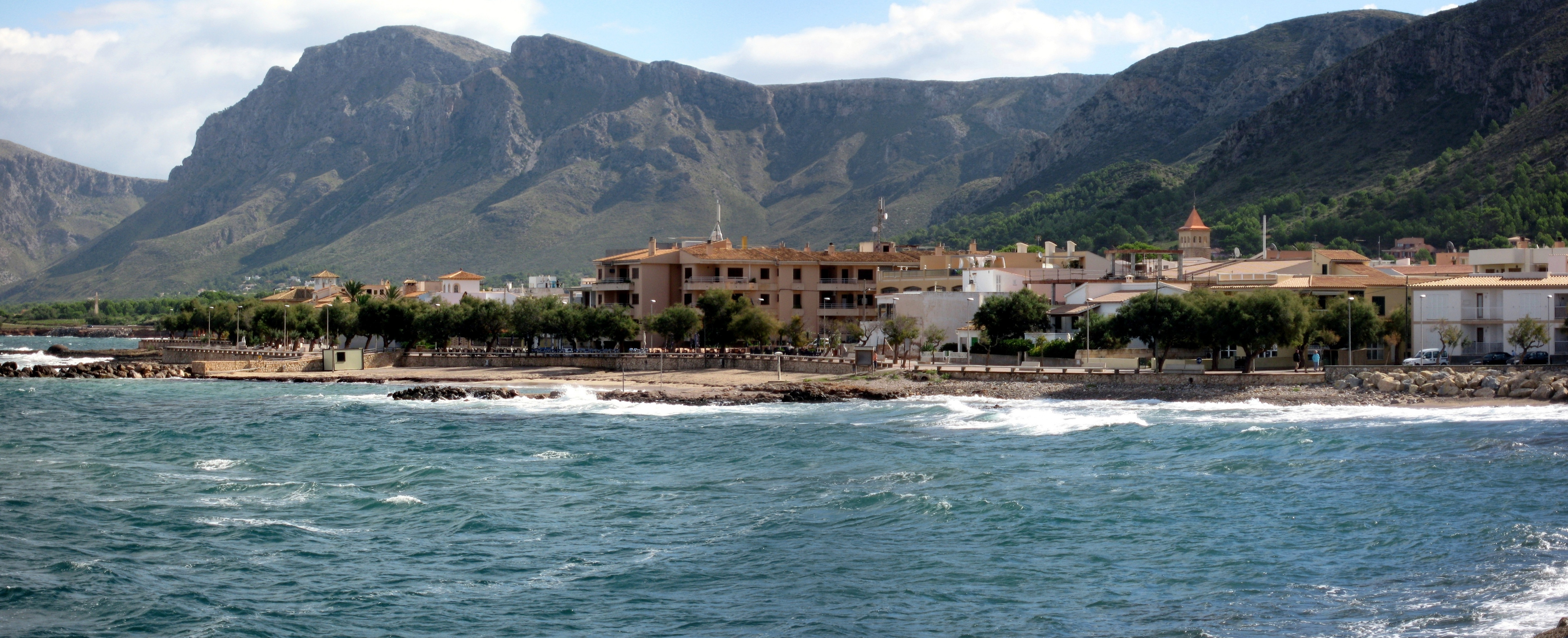
Panoràmica de la Colònia de Sant Pere

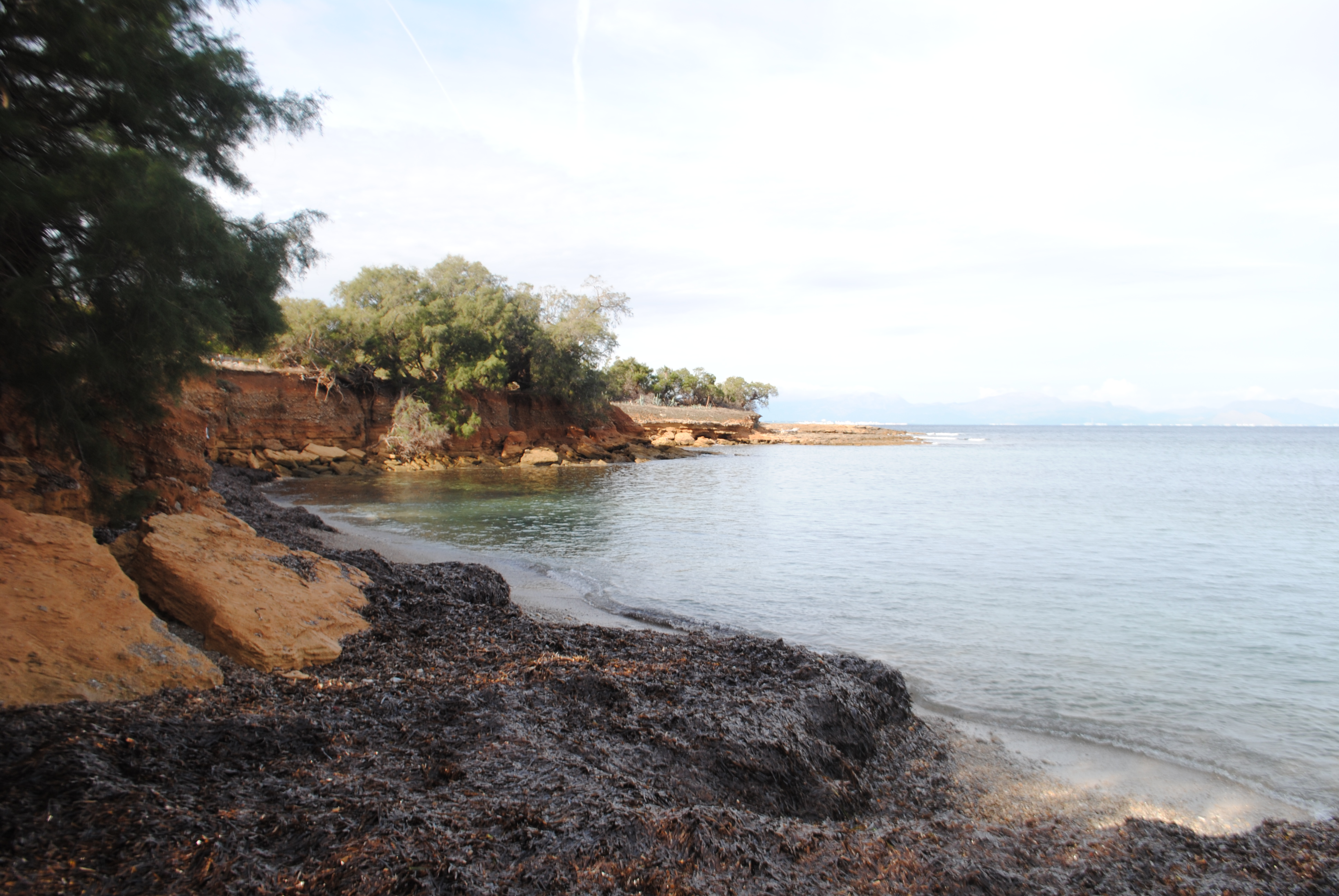
Caló es Camps o Caloscamps

L'espai costaner de la Colònia ocupa una plataforma sedimentària plana de dimensions reduïdes, ja que encara que a la zona de la Canova la plataforma és bastant gran, en entrar en terrenys de la Devesa de Ferrutx s'estreny, ocupant un espai (en general inferior al quilòmetre, sense passar mai dels 2 quilòmetres), fins que a partir de Betlem el pla format pels sediments quaternaris gairebé desapareix, sols amb petits planells al Barracar i es Caló, a vegades ocupats per antigues rotes pageses, i la muntanya, amb les seves dolomies erosionades del triàsic i juràssic, arriba fins ran de mar.Des del puig de s'Ametlerar i el puig d'Alpara cap al puig Gris predominen les formes aturonades, però tot d'una s'aixeca l'imponent i isolat Bec de Farrutx (423,4 m); seguint amb en Xoroi (403,92 m); puig de sa Murta, ja immediat al nucli urbà (216,16m); en Coassa, sobre s'ermita de Betlem (317,44 m); el puig de sa Truja (315,43); puig des Migdia (386,43); es Furmisó (397,72 m); puig d'en Vermell (484,89 m); puig de sa Creu (491,74); el puig de Morei o de sa Talaia Freda (558,89 m); puig de sa Tudossa (440,88) i la Talaia Morella (429,38 m).

### L'espai rural

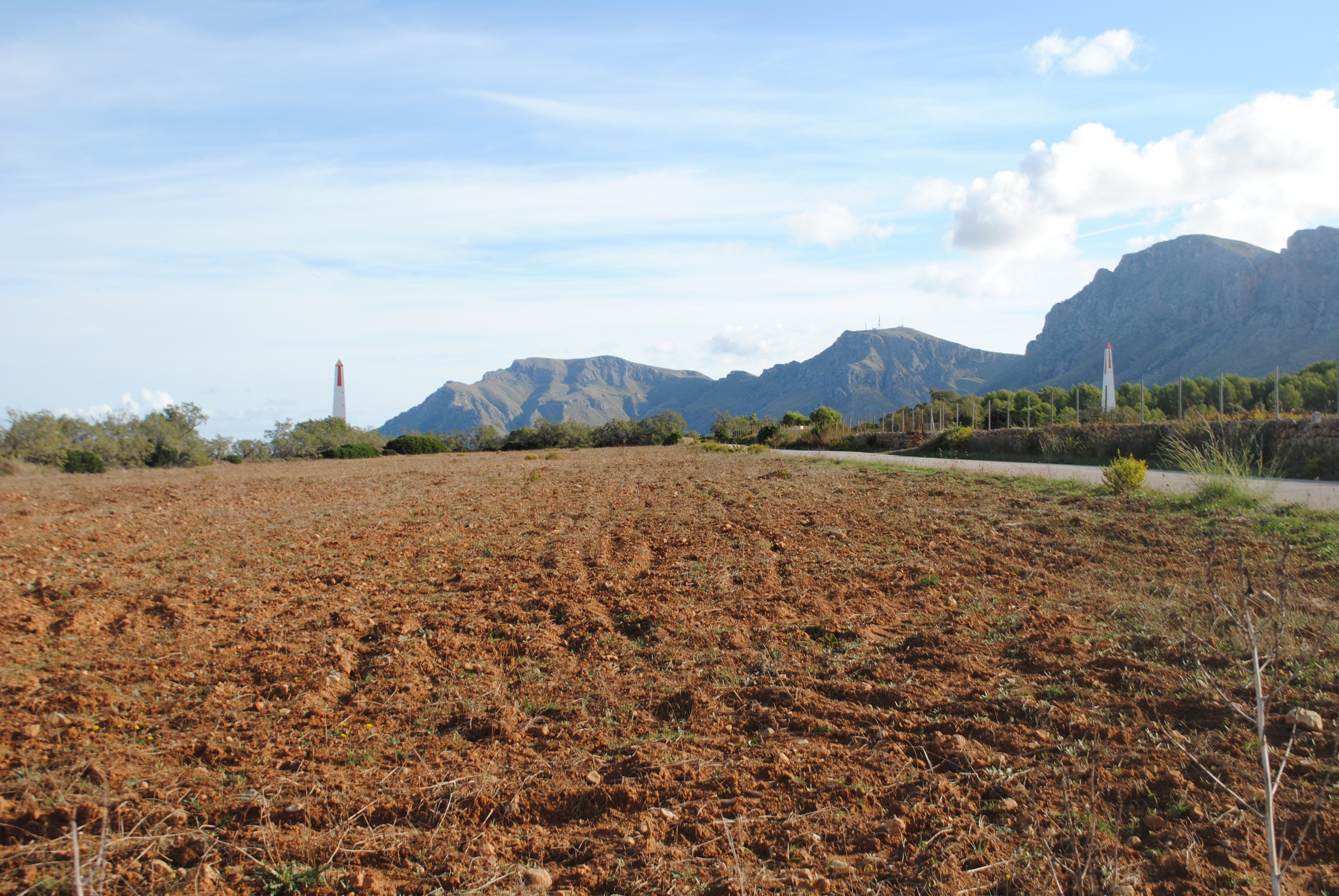
Camp llaurat vora mar a la Colònia de Sant Pere

Sobre les antigues terres de marina o sobre els sementers de la Devesa, la colonització de la zona va determinar l'extensió dels cultius propis de la Mallorca de finals del XIX i la primera meitat del segle vint: ametlers, garrovers, figueres, cereals i vinya. La vinya es va veure afectada per la fil·loxera, a partir de 1891, i va facilitar l'augment de l'ametlerar. De tota manera el vinyet va persistir, a partir de l'empelt de peus americans resistents a la plaga, i va constituir un dels fets que han caracteritzat més la Colònia de Sant Pere. Aquest fet va ser degut a les condicions microclimàtiques del territori, càlides a l'estiu i fredes a l'hivern, i a uns sòls sedimentaris de terra rossa amb molta macada que en facilita el drenatge. S'hi varen crear els cellers Planisi (1940-1982) i els raïms de la localitat han estat utilitzats per cellers de Petra i Manacor.

### Clima
Presenta unes mitjanes anuals de 16-17 °C, entre 14-14,5  °C d'oscil·lació tèrmica i 600-700 mm de precipitació. Els vents predominants són el de tramuntana i el de gregal. A l'estiu es deixa sentir el xaloc, molt càlid, temperat una mica per l'embat marí. A l'hivern els vents són freds i sovint carregats de sal, provocant una vegetació litoral en forma de duna viva.

## Història

### La història més antiga
Hi ha nombroses restes prehistòriques, algunes del pretalaiòtic (jaciment de s'Arenalet de Son Colom, coves del torrent de Caloscamps, la cova des Turó des Molí i les coves Bartolines) i altres ja talaiòtiques (destaquen el talaiot de ses Llenques (la Canova), can Pentinat, les restes d'una necròpoli a la punta de sa Barraca i el talaiot de sa Clova des Xot). En temps de la dominació musulmana hi va existir l'alqueria de Beni Farrutx, de 8 jovades.
Durant la conquesta de Mallorca, els àrabs es feren forts a la zona (1230) i el rei en Jaume els va combatre durant 10 dies. En el Repartiment la zona va correspondre a la part reial. El 1302 el rei Jaume II de Mallorca hi va crear una devesa de caça, ampliada pel seu fill Sanç, que la va poblar de cérvols i porcs senglars. Més tard el rei Jaume III (1324-1349) va ordenar la parcel·lació d'aquelles terres.

### La formació del poble
A mitjan segle xix els germans Mateu i Andreu Homar, d'Alaró, es feren amb la propietat de les 3.600 quarterades de la Devesa de Ferrutx, Betlem de Marina, s'Alqueria Vella, es Barracar i es Caló. Els germans Homar aprofitaren la Llei de Colònies Agrícoles i Poblacions Rurals de 3 de juny de 1868 i fundaren, ja el 1880, la colònia agrícola de Sant Pere d'Artà.
El plànol el va aixecar l'agrimensor Antoni Bisquerra i conferia a la futura població una estructura quadrangular. En el centre se situava la plaça, amb espai per l'abeurador i rentador públic, i al voltant s'hi ubicaven els edificis civils i religiosos. S'hi establiren 108 famílies provinents de diversos llocs de Mallorca, ocupant un espai urbà de 3.600 m². Les mateixes famílies pageses s'encarregaren de construir un modest oratori dedicat a Sant Pere, beneït el 1882.

### El progrés de la colònia agrícola
En els anys 1881 i 1883, i durant els anys noranta, nombroses persones van sol·licitar l'alta com residents, atrets pels beneficis fiscals que suposava l'estatus de colon agrari. Algunes procedien d'Artà mateix i altres de Felanitx, de Llubí, de Sant Llorenç, de Capdepera, de Santanyí, de Lloseta i de Manacor. El 1883 ja constava com colonitzada una superfície de 270 hectàrees, amb 53 cases construïdes i 66 famílies empadronades, de les quals 41 vivien permanentment a la Colònia. A partir d'aleshores el creixement va disminuir molt fins a finals dels anys 60, amb el boom turístic. El 1950 es contaven 68 edificacions agrupades i 28 disseminades. El 1960 hi havia 75 edificacions agrupades i 41 disseminades.

### Consolidació de la Colònia
El 1923 s'hi va fundar el convent de les monges de Sant Vicent de Paül i el 1927 l'oratori fou declarat vicaria in capite i el seu primer vicari va ser Bartomeu Borràs, que va fer construir el cementeri. L'any 1951 es va beneir la nova església i el 1962 es va construir el campanar. El 1952 es va construir el primer varador, "sa Bassa d'en Fesol", i el 1968 es va obrir el Club Nàutic. La població que el 1940 era de 248 habitants, passà a 172 el 1970, a causa de la crisi de l'economia agrària tradicional, per a tornar a remuntar en els anys 1980 i 1990.

## La Colònia i la literatura
Es pot dir que la Colònia entra a la literatura a través de l'obra de Rafel Ginard Bauçà (1899-1976), amb l'obra Croquis artanencs i en els seus poemes.
| «                                                     | Més envant, com un rebroll o murgó del poble d'Artà que ha sorgit a través de les muntanyes, hi ha sa colònia de Sant Pere, llocarró de cases diminutes, casetes de fira o de betlem, pobre i miserable, de terra magra i curta, on únicament hi prosperen els tamarells i un poc la vinya, sense gaire més patrimoni que vent salabrós, aigua de mar i sol implacable. El terrer és de call vermell, com si fos pastat amb sang i l'incendi solar que encara el crema i torra més de cada dia. Les figueres tenen les branques revellides i l'aspecte esquàlid de persones que han passada molta fam i tan mal a pler s'hi troben dins aquella tràgica marina que estan inclinades en actitud de fugir, com si diguéssim amb peu alt. No obstant, hi veureu una gota d'alegria enmig de la tristor aclaparadora: tapereres d'extraordinària magnitud que abriguen un redol com una era i qualque orla de canyes verdes que en passar-hi el vent sonen com una flauta. Els edificis de sa Colònia, disseminats en un bell desordre vora la platja descarnada i negra, plena de còdols, de recuits que són han pres un color roig tan rabiós que fa malbé mirar i contrasta d'una manera típica amb les sanefes de calç que engirentornen les finestres. | » |
| — GINARD BAUZÀ, Rafel, Croquis artanencs, 1929. 93-94 | |   |

Joan Mesquida (Artà, 1934) deixà un altre testimoni literari colonier a l'obra Entre el serral i l'espiga (1984). Territori de mai (2009) va ser un altre poemari inspirat en la Colònia de Sant Pere.
| «                                  | Caminant junts per la vora d'aquests calons que s'esquerden arran d'esculls i gavines que beuen clarors i oratges, vull conèixer el parer vostre, tastar el suc del vostre viure, i treure a llum remembrances que dormen dins la memòria. Oint l'alè de les vinyes que serven dos grums de terra rebutjarem els silencis que ens deixin rims d'amargura. Amb les mans plenes de noses, i els ulls captant llunyanies, no despenjarem les fulles del nostre breu calendari perquè els tamarells no oculten la saladina que ploren. Quan s'agombolin les aures per l'entornpeu de la serra, amb la veu del cor més tendra ens direm els mots més íntims... abans que les fredors tornin sonant mestrals i cornetes. Amb quin imprevist vaixell, sord i mut, de veles toves, per l'hàlit de quina mar salparé estranyat i dòcil?” | » |
| — MESQUIDA, Joan, Territori de mai | |   |

Altres autors de temàtica i inspiració coloniera són Bartomeu Fiol, Jeroni Fito, Miquel Àngel Lladó, Josep Sureda i Blanes, Jaume Vidal Alcover i Miquel Mestre.

## Els serveis
La dotació de serveis va ser molt tardana. L'electricitat no arribà fins al 1967 i el telèfon a partir de 1980. El 1923 les monges posaren en marxa un parvulari i els vicaris s'encarregaven de l'ensenyament primari. A partir de 1970 els coloniers passaren a Artà per fer els estudis primaris. En l'actualitat els serveis bàsics estan ben coberts. L'any 1963, mossèn Mateu Galmés i Galmés creà un casal de colònies, "Casal de Colònies de Sant Guillem i Sant Antoni, que acull grups escolars.

## Festes locals
Les festes locals se celebren el mes de juny per Sant Pere, patró de la Colònia; per Sant Roc, el mes d'agost i a l'hivern per Sant Antoni, festa que té una notable tradició a la localitat.

## Llocs d'interès

### Cales
- Caloscamps
- Cala Tonó
- Caló dels Ermitans

### Muntanyes
- Bec de Ferrutx
- Cap Ferrutx
- Talaia Freda

### Jaciments
- Jaciment de s'Arenalet de Son Colom
- Dolmen de s'Aigua Dolça
- sa Clova des Xot